# Tricholathys
Genre
Tricholathys est un genre d'araignées aranéomorphes de la famille des Argyronetidae.

## Distribution
Les espèces de ce genre se rencontrent aux États-Unis, en Chine, au Canada, en Russie, au Kirghizistan et au Tadjikistan.

## Liste des espèces
Selon World Spider Catalog (version 26, 10/07/2025) :
- Tricholathys alxa (Tang, 2011)
- Tricholathys burangensis Wang, Peng & Zhang, 2023
- Tricholathys cascadea Chamberlin & Gertsch, 1958
- Tricholathys chenzhenningi Wang, Peng & Zhang, 2023
- Tricholathys hansi (Schenkel, 1950)
- Tricholathys hebeiensis Wang, Peng & Zhang, 2023
- Tricholathys hirsutipes (Banks, 1921)
- Tricholathys jacinto Chamberlin & Gertsch, 1958
- Tricholathys knulli Gertsch & Mulaik, 1936
- Tricholathys lhunzeensis Wang, Peng & Zhang, 2023
- Tricholathys monterea Chamberlin & Gertsch, 1958
- Tricholathys ovtchinnikovi Marusik, Omelko & Ponomarev, 2017
- Tricholathys relicta Ovtchinnikov, 2001
- Tricholathys relictoides Wang, Peng & Zhang, 2023
- Tricholathys rothi Chamberlin & Gertsch, 1958
- Tricholathys saltona Chamberlin, 1948
- Tricholathys serrata Wang, Peng & Zhang, 2023
- Tricholathys spiralis Chamberlin & Ivie, 1935
- Tricholathys subnivalis (Ovtchinnikov, 1989)
- Tricholathys xizangensis Wang, Peng & Zhang, 2023

## Systématique et taxinomie
Ce genre a été décrit par Chamberlin et Ivie en 1935 dans les Dictynidae. Il est placé dans les Argyronetidae par Montana, Cala-Riquelme, Crews, Gorneau, Al-Jamal, Alequín, Spagna, Ballarin et Esposito en 2025.

## Publication originale
- Chamberlin & Ivie, 1935 : « Miscellaneous new American spiders. » Bulletin of the University of Utah, vol. 26, no 4, p. 1-79.